# Детектор радиолошки М.3
Детектор радиолошки М.3 (ДР-М.3) је преносни електронски уређај намијењен за откривање радиоактивног гама и бета-зрачења и мјерење јачине експозиционе дозе гама-зрачења. Детектор се користи за: радиолошко извиђање земљишта, мјерење радиолошке контаминације људи, животиња, средстава ратне технике, опреме, објеката, воде и артикала људске и сточне хране. 

## Састав и принцип рада
Детектор радиолошки М.3 се састоји од:
- детектора
- сонде (са спиралним каблом)
- адаптера (са каблом)
- слушалице (са каблом)
- контролног радиоактивног извора
- извора струје
- резервних сијалица
- торбице

Тијело детектора је израђено од пластичне масе. У њему су смјештени комплетни склопови детектора, осим сонде која је прикључена каблом и слушалице која се прикључује по потреби. Тијело детектора се затвара одозго поклопцем са горњом плочом, помоћу завртања од којих је један заливен воском.  Горња плоча постављена је на поклопцу тијела детектора. На њој су изведени и означени сви елементи којима се рукује у припреми и употреби детектора. Показивач има скалу и казаљку. Смјештен је испод равног стакла. Преклопник служи за укључивање и искључивање детектора. Када се са детектором не ради, мора бити искључен, а тада је преклопник у положају "ИСКЉ".  Петополна утичница означена са "АКУ" намијењена је за спајање детектора са акумулатором возила преко адаптера. Дугме за калибрацију намијењено је за укључивање напона у мрежу електричне шеме рендгенског мјерног подручја ради електричне калибрације и означено је са "КАЛ".  Дугме потенциометра намијењено је за електричну калибрацију рендгенског мјерног подручја означеног са "КАЛ". Двополна утичница означена је са "СЛ" намијењена је за прикључивање слушалице када се детектор употребљава за мјерења у милирендгенском мјерном подручју. Дугме микропрекидача означено је са "СВЈЕТЛО", користи се за укључивање сијалице при освјетљавању скале инструмента, када се детектор напаја из батерије или акумулатора. Сонда је намијењена за мјерење јачине експозиционе дозе бета и гама-зрачења у милирендгенском мјерном подручју.  Адаптер се користи за напајање детектора из електричне мреже возила напоном од 12 V или 24 V.  Слушалица је намијењена за слушање звучних сигнала при откривању малих јачина експозиционе дозе у милирендгенском подручју.
Детектор радиолошки ради на принципу јонизације гаса у Гајгер-Милеровом бројачу, односно јонизационој комори под високим електричним напоном и мјерењу јачине јонизационе струје.

## Руковање детектором и припрема за рад
Детектор се увијек носи у торбици, објешен је о десно раме о лијевом боку, с поклопцем окренутим од себе. За вријеме рада детектор се носи испред себе ради тачног читања вриједности јачине експозиционе дозе на скали детектора и лакшег руковања детектором.  Положај ношења је маршевски и радни. При савлађивању водених препрека газом детектор подићи изнад главе како не би дошло до потапања детектора у воду. Капљице на дијеловима и површини детектора, одмах након савлађивања водене препреке, пребрисати. 
У припреми детектора за рад неопходно је провјерити комплетност дијелова и увјерити се у њихову исправност, ставити батерије или акумулаторе у њихово лежиште, односно прикључити детектор преко кабла са адаптером на мрежу возила, и укључивањем детектора провјерити њихов напон, односно довод струје из мреже возила. Визуелним прегледом преконтролисати исправност елемената на предњој плочи, чистоћу контаката за слушалицу и чистоћу прикључнице за акумулатор возила.  На сонди треба провјерити функционисање покретног заслона и исправност спиралног кабла. 
Након завршене употребе детектора (мјерења контаминације), обавезно извести радиолошку деконтаминацију детектора. При деконтаминацији посебну обратити пажњу на сонду.  Деконтаминација спољних површина детектора изводи се тампонима и крпама које су натопљене у раствору детерџента. Детектор се чува у својој торбици. Торбице се чувају на полицама или објешене о чивилук. При томе не треба да се међусобно додирују, а од пода или зида треба да буду удаљене око 10-15 cm.